# 丽叶甲属
丽叶甲属（学名：Acrothinium），也称丽肖叶甲属，是金花虫科下的一个属。

## 下属物种
本属包括以下物种：
- 红背艳金花虫 Acrothinium gaschkevitchii (Motschulsky, 1860)